# Elżbieta Głąbówna
Elżbieta Głąbówna (ur. 16 kwietnia 1944 w Krakowie) – polska pianistka; laureatka VI nagrody na VII Międzynarodowym Konkursie Pianistycznym im. Fryderyka Chopina (1965). Starsza siostra skrzypaczki Teresy Głąbówny.

## Życiorys
Na fortepianie zaczęła grać w wieku sześciu lat. Edukację muzyczną odbyła w Krakowie – najpierw w Państwowym Liceum Muzycznym im. Fryderyka Chopina (obecnie Państwowa Ogólnokształcąca Szkoła Muzyczna II st. im. F. Chopina), a następnie w Państwowej Wyższej Szkole Muzycznej (1962–1967). Jej nauczycielami byli Halina Ekier i Jan Ekier. W 1965 wzięła udział w VII Międzynarodowym Konkursie Pianistycznym im. Fryderyka Chopina, gdzie dotarła do finału i została laureatką VI nagrody. Zyskała też uznanie krytyków muzycznych, m.in. Tadeusza Kaczyńskiego. W 1967 zdobyła VI nagrodę na Międzynarodowym Konkursie im. Marguerite Long i Jacques’a Thibaud w Paryżu.
W trakcie swojej kariery występowała m.in. na Międzynarodowym Festiwalu Chopinowskim w Dusznikach-Zdroju. W 1968 przeniosła się wraz z mężem do Szwecji, a od 1990 mieszka w Nicei.  
Aktualnie zajmuje się głównie pracą pedagogiczną.

## Repertuar i dyskografia
Nagrała kilka płyt z muzyką m.in. Fryderyka Chopina, Claude'a Debussy'ego, Johannesa Brahmsa i Kazimierza Serockiego. Dokonywała też nagrań dla Polskiego Radia i telewizji.